# Extracción de arena en Kerala

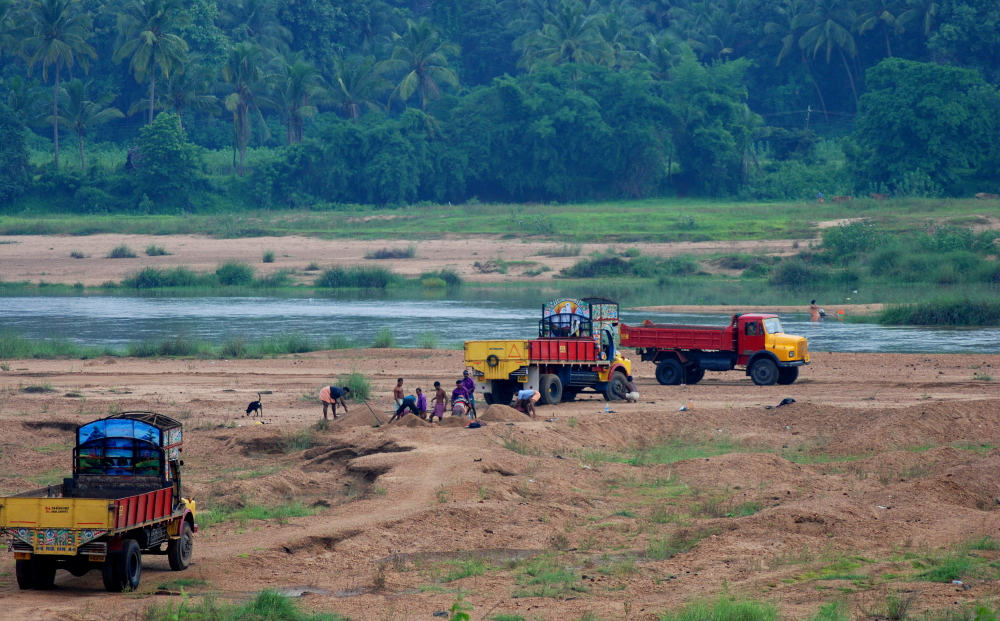
Camiones que se utilizan para quitar la arena del río Bharathappuzha

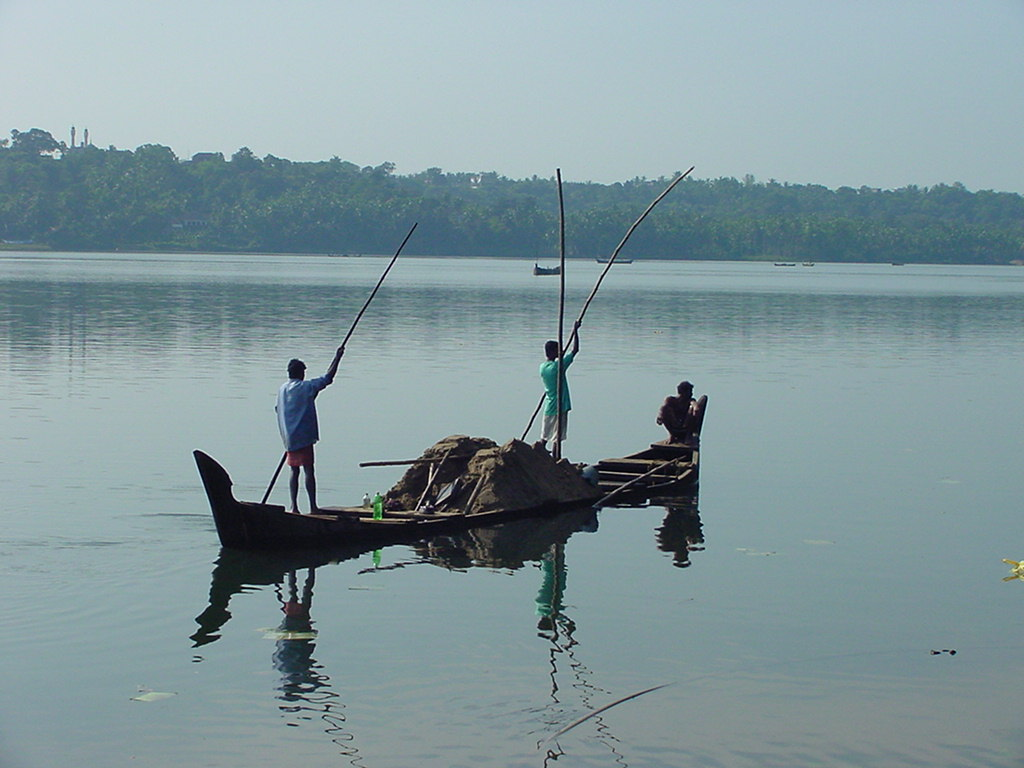
Mineros de arena en Parassinikkadavu

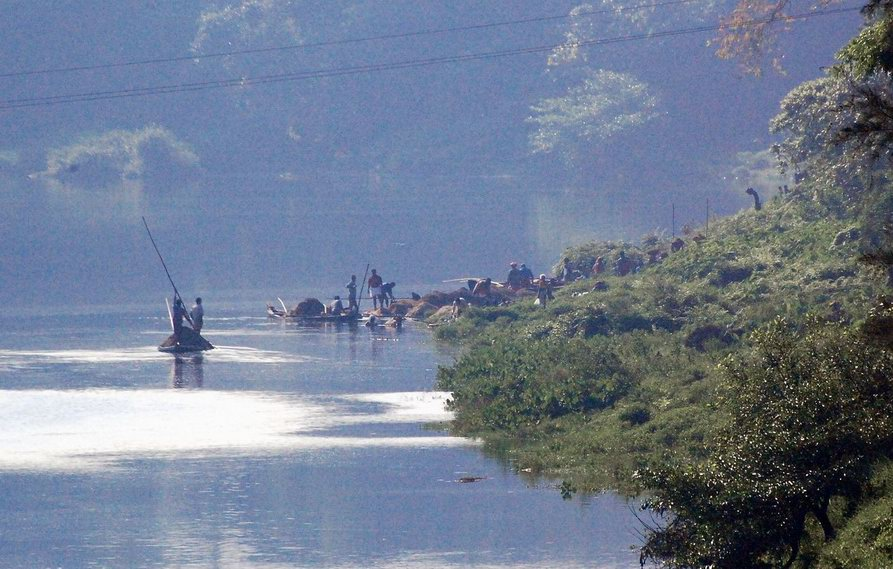
Mineros de arena en Chalakudy

La extracción de arena en Kerala es un grave problema ambiental en la propia provincia de Kerala de la India. Aunque la extracción de arena está prohibida en la mayor parte de Kerala, se realiza en secreto debido a la gran demanda de arena en la floreciente construcción del estado.

## Extracción en el río Periyar
La minería de arena es una seria amenaza para la mayoría de los ríos de Kerala, pero el caso es más visible en el río Periyar.  La minería indiscriminada ha afectado incluso a la estabilidad del puente de Sree Sankara en Kaladay.
Según D. Padmalal, jefe de la Environmental Sciences Division, Natinal Center for Earth Science Studies, este tipo de minería sin sentido ha creado grandes problemas a los ríos del estado.  Algunas áreas del río se convierten en pozos limpios de lodo de unos diez metros de profundidad y una persona ha muerto recientemente al caer en él.

## Legislación y prohibición
El Tribunal Supremo de Kerala ha prohibido la minería en un radio de un kilómetro de los puentes, pero el gobierno estatal permite la minería incluso a menos de 500 metros del puente. La minería ilegal de arena ha creado unos 800 pozos en el río Periyar.  En junio de 2015, el gobierno de Kerala prohibió la minería en seis ríos de Kerala por un período de tres años.

## La lucha de Jazeera
Jazeera V., una ambientalista femenina, del pueblo de Madayi en el distrito de Kannur, Kerala, ha organizado recientemente una sentada contra la minería de arena ante la Casa de Kerala en Nueva Delhi. Estaba acompañada por sus tres hijos. Su lucha no tuvo éxito excepto para hacer que el gobierno central enviara una carta sobre el tema al gobierno provincial de Kerala.  Jazeera también obtuvo una amplia cobertura del tema en varios medios de comunicación indios y extranjeros, incluyendo la BBC.
Según un estudio del Government Brennen College, Thalassery, Jaseera fue aislada en la sociedad de Kerala debido a su fuerte naturaleza patriarcal.